# Lomatium latilobum
Lomatium latilobum är en växtart i släktet Lomatium och familjen flockblommiga växter. Den beskrevs först av Per Axel Rydberg som Cynomarathrum latilobum, och fick sitt nu gällande namn av Mildred Esther Mathias 1937.
Arten är en perenn ört som förekommer i östra Utah och västra Colorado i USA.